# U-23-Fußball-Europameisterschaft 1972
Die erste U-23-Fußball-Europameisterschaft, auch als Europameisterschaft der Nachwuchsmannschaften bezeichnet, wurde in den Jahren 1970 bis 1972 ausgetragen. An ihr nahmen Auswahlmannschaften von Spielern unter 23 Jahren aus 23 Verbänden teil. Den Europameistertitel gewann nach zwei Finalspielen die Tschechoslowakei gegen die UdSSR.

## Modus
Die 23 Mannschaften wurden auf acht Gruppen aufgeteilt. Es gab zwei Vierer-, drei Dreier- und drei Zweiergruppen. Es wurden Hin- und Rückspiele gegen jede andere Mannschaft der Gruppe ausgetragen. Die 8 Gruppensieger qualifizierten sich für die Viertelfinalspiele. Ab dieser Runde wurden die Begegnungen im Pokalmodus mit Hin- und Rückspiel ausgetragen. Es gab kein „Endturnier“ im eigentlichen Sinne, die Begegnungen fanden in den jeweiligen Ländern des Gastgebers statt.

## Abschneiden der deutschsprachigen Mannschaften

### BR Deutschland
Deutschland traf in der Qualifikationsgruppe 8 auf  Polen,  Albanien und die  Türkei. Fünf der sechs Qualifikationsspiele konnten gewonnen werden (Albanien: 2:0; 2:0, Türkei: 2:0; 3:0, und Polen: 1:0) Lediglich Polen schaffte ein Unentschieden (1:1) gegen Deutschland. Somit wurde Deutschland mit vier Punkten Vorsprung auf Polen Gruppensieger und schaffte die Qualifikation.

### DDR
Die  DDR traf in Gruppe 7 auf die  Niederlande und auf  Jugoslawien. Die DDR konnte nur ein einziges Spiel gewinnen (Niederlande: 3:1). Die anderen drei Spiele gegen Jugoslawien (0:1; 1:3) und gegen die Niederlande (1:2) gingen verloren. Somit belegte die DDR den dritten und letzten Platz und verfehlte die Qualifikation mit drei Punkten Rückstand auf die Niederlande.

### Österreich
Österreich traf in Gruppe 6 auf  Schweden und auf  Italien. Österreich konnte ebenfalls nur ein einziges Spiel gewinnen (Italien: 2:1). Die anderen drei Spiele gegen Schweden (0:2; 0:2) und gegen Italien (1:3) gingen verloren. Somit belegte Österreich wie auch die DDR den dritten und letzten Platz und verfehlte die Qualifikation klar mit vier Punkten Rückstand auf Schweden.

### Schweiz
Die  Schweiz traf in einer Zweiergruppe auf den alleinigen Gegner  Griechenland. Nachdem bereits das Hinspiel in der Schweiz mit 0:1 verloren ging, siegte Griechenland auch im Rückspiel mit 2:0.

## Qualifikation

### Gruppe 1
Tabelle
| Pl. | Land             | Sp. | S | U | N | Tore    | Diff. | Punkte |
| --- | ---------------- | --- | - | - | - | ------- | ----- | ------ |
| 1.  | Tschechoslowakei | 4   | 2 | 2 | 0 | 008:400 | +4    | 06:20  |
| 2.  | Rumänien         | 4   | 2 | 1 | 1 | 005:300 | +2    | 05:30  |
| 3.  | Finnland         | 4   | 0 | 1 | 3 | 004:100 | −6    | 01:70  |

Spielergebnisse
| 4. Oktober 1970  | Finnland | – | Tschechoslowakei | 1:1 |
| 11. Oktober 1970 | Finnland | – | Rumänien         | 0:1 |
| 16. Mai 1971     | Rumänien | – | Tschechoslowakei | 1:1 |

### Gruppe 2
Tabelle
| Pl. | Land       | Sp. | S | U | N | Tore    | Diff. | Punkte |
| --- | ---------- | --- | - | - | - | ------- | ----- | ------ |
| 1.  | Bulgarien  | 6   | 4 | 1 | 1 | 009:300 | +6    | 09:30  |
| 2.  | Ungarn     | 6   | 3 | 1 | 2 | 009:300 | +6    | 07:50  |
| 3.  | Norwegen   | 6   | 1 | 3 | 2 | 006:130 | −7    | 05:70  |
| 4.  | Frankreich | 6   | 0 | 3 | 3 | 005:100 | −5    | 03:90  |

Spielergebnisse
| 6. Oktober 1970   | Norwegen   | – | Ungarn    | 1:0 |
| 11. November 1970 | Frankreich | – | Norwegen  | 0:0 |
| 15. November 1970 | Bulgarien  | – | Norwegen  | 5:0 |
| 23. April 1971    | Frankreich | – | Ungarn    | 1:1 |
| 18. Mai 1971      | Bulgarien  | – | Ungarn    | 1:0 |
| 8. Juni 1971      | Norwegen   | – | Bulgarien | 1:1 |

### Gruppe 3
Tabelle
| Pl. | Land         | Sp. | S | U | N | Tore    | Diff. | Punkte |
| --- | ------------ | --- | - | - | - | ------- | ----- | ------ |
| 1.  | Griechenland | 2   | 2 | 0 | 0 | 003:000 | +3    | 04:0   |
| 2.  | Schweiz      | 2   | 0 | 0 | 2 | 000:300 | −3    | 0:40   |

Spielergebnisse
| 15. Dezember 1970 | Griechenland | – | Schweiz | 1:0 |

### Gruppe 4
Tabelle
| Pl. | Land        | Sp. | S | U | N | Tore    | Diff. | Punkte |
| --- | ----------- | --- | - | - | - | ------- | ----- | ------ |
| 1.  | Sowjetunion | 2   | 1 | 1 | 0 | 003:200 | +1    | 03:10  |
| 2.  | Spanien     | 2   | 0 | 1 | 1 | 002:300 | −1    | 01:30  |

Spielergebnisse
| 3. Mai 1971 | Spanien | – | Sowjetunion | 1:2 |

### Gruppe 5
Tabelle
| Pl. | Land     | Sp. | S | U | N | Tore    | Diff. | Punkte |
| --- | -------- | --- | - | - | - | ------- | ----- | ------ |
| 1.  | Dänemark | 2   | 1 | 1 | 0 | 003:200 | +1    | 03:10  |
| 2.  | Portugal | 2   | 0 | 1 | 1 | 002:300 | −1    | 01:30  |

Spielergebnisse
| 14. Oktober 1970 | Portugal | – | Dänemark | 1:1 |

### Gruppe 6
Tabelle
| Pl. | Land       | Sp. | S | U | N | Tore    | Diff. | Punkte |
| --- | ---------- | --- | - | - | - | ------- | ----- | ------ |
| 1.  | Schweden   | 4   | 3 | 0 | 1 | 008:200 | +6    | 06:20  |
| 2.  | Italien    | 4   | 2 | 0 | 2 | 006:700 | −1    | 04:40  |
| 3.  | Österreich | 4   | 1 | 0 | 3 | 003:800 | −5    | 02:60  |

Spielergebnisse
| 11. Oktober 1970 | Italien  | – | Österreich | 3:1 |
| 25. Mai 1971     | Schweden | – | Österreich | 2:0 |
| 10. Juni 1971    | Italien  | – | Schweden   | 1:0 |

### Gruppe 7
Tabelle
| Pl. | Land        | Sp. | S | U | N | Tore    | Diff. | Punkte |
| --- | ----------- | --- | - | - | - | ------- | ----- | ------ |
| 1.  | Niederlande | 4   | 2 | 1 | 1 | 009:700 | +2    | 05:30  |
| 2.  | Jugoslawien | 4   | 2 | 1 | 1 | 007:700 | ±0    | 05:30  |
| 3.  | DDR         | 4   | 1 | 0 | 3 | 005:700 | −2    | 02:60  |

Spielergebnisse
| 10. Oktober 1970  | Niederlande | – | Jugoslawien | 5:2 |
| 10. November 1970 | DDR         | – | Niederlande | 3:1 |
| 3. April 1971     | Jugoslawien | – | Niederlande | 1:1 |

### Gruppe 8
Tabelle
| Pl. | Land           | Sp. | S | U | N | Tore    | Diff. | Punkte |
| --- | -------------- | --- | - | - | - | ------- | ----- | ------ |
| 1.  | BR Deutschland | 6   | 5 | 1 | 0 | 011:100 | +10   | 11:10  |
| 2.  | Polen          | 6   | 2 | 3 | 1 | 007:400 | +3    | 07:50  |
| 3.  | Albanien       | 6   | 0 | 3 | 3 | 002:700 | −5    | 03:90  |
| 4.  | Türkei         | 6   | 0 | 3 | 3 | 000:800 | −8    | 03:90  |

Spielergebnisse
| 14. Oktober 1970  | Albanien | – | Polen    | 1:1 |
| 18. Oktober 1970  | Türkei   | – | BRD      | 0:2 |
| 13. Dezember 1970 | Türkei   | – | Albanien | 0:0 |
| 6. Februar 1971   | Albanien | – | BRD      | 0:2 |
| 24. April 1971    | BRD      | – | Türkei   | 3:0 |
| 12. Mai 1971      | Polen    | – | Albanien | 2:1 |

## Finalrunde

### Viertelfinale
|             | Gesamt |                  | Hinspiel | Rückspiel | 3. Spiel |
| ----------- | ------ | ---------------- | -------- | --------- | -------- |
| Dänemark    | 2:5    | Griechenland     | 2:0      | 0:5       |          |
| Bulgarien   | 4:2    | Niederlande      | 2:2      | 0:0       | 2:0      |
| Schweden    | 1:4    | Tschechoslowakei | 0:1      | 1:3       |          |
| Sowjetunion | 3:1    | BR Deutschland   | 3:1      | 0:0       |          |

### Halbfinale
|                  | Gesamt |              | Hinspiel | Rückspiel |
| ---------------- | ------ | ------------ | -------- | --------- |
| Tschechoslowakei | 4:1    | Griechenland | 2:0      | 2:1       |
| Sowjetunion      | 7:3    | Bulgarien    | 4:0      | 3:3       |

### Finale
|             | Gesamt |                  | Hinspiel  | Rückspiel |
| ----------- | ------ | ---------------- | --------- | --------- |
| Sowjetunion | 3:5    | Tschechoslowakei | 2:2 (0:0) | 1:3 (0:2) |

#### Hinspiel
| UdSSR                                    | UdSSR | ČSSR | ČSSR |
| ---------------------------------------- | --- | --- | ---- |
| UdSSR                                    | \| 26. Juni 1972 in Moskau[2] \| \| Ergebnis: 2:2 (0:0) \| \| Zuschauer: 25.000 \| \| Schiedsrichter: Weyland (BR Deutschland) \|                                    | \| 26. Juni 1972 in Moskau[2] \| \| Ergebnis: 2:2 (0:0) \| \| Zuschauer: 25.000 \| \| Schiedsrichter: Weyland (BR Deutschland) \|                          | ČSSR |
| UdSSR                                    | Olejnik – Serostanow, Potoschinjak, Golubek, Swjanginzew – Mirikow (46. Machowikow), Jakubik, Guzajew – G. Nodija, Burjak (70. Dorofejew), Blochin Cheftrainer: N.N. | Kéketi – Samek – Suchanek (60. Stovcik), Dvořák, Koubek – Melichar, Bičovský, Gajdůšek – Masrna, Nehoda (72. Pekarik), Albrecht Cheftrainer: Jozef Vengloš | ČSSR |
| UdSSR                                    | 1:0 Blochin (49.) 2:1 Guzajew (73.) | 1:1 Albrecht (70.) 2:2 Melichar (87.) | ČSSR |
| 26. Juni 1972 in Moskau                  | | |      |
| Ergebnis: 2:2 (0:0)                      | | |      |
| Zuschauer: 25.000                        | | |      |
| Schiedsrichter: Weyland (BR Deutschland) | | |      |

#### Rückspiel
| ČSSR                              | ČSSR | UdSSR | UdSSR |
| --------------------------------- | --- | --- | ----- |
| ČSSR                              | \| 30. Juni 1972 in Ostrava \| \| Ergebnis: 3:1 (2:0) \| \| Zuschauer: 15.000 \| \| Schiedsrichter: Gonella (Italien) \|      | \| 30. Juni 1972 in Ostrava \| \| Ergebnis: 3:1 (2:0) \| \| Zuschauer: 15.000 \| \| Schiedsrichter: Gonella (Italien) \|               | UdSSR |
| ČSSR                              | Kéketi – Samek – Stovcik, Dvořák, Koubek – Melichar, Bičovský, Gajdůšek – Herda, Pekarik, Albrecht Cheftrainer: Jozef Vengloš | Olejnik – Serostanow, Potoschinjak, Swjanginzew, Golubek – Machowikow, Guzajew, Jakubik – G. Nodija, Burjak, Blochin Cheftrainer: N.N. | UdSSR |
| ČSSR                              | 1:0 Gajdůšek (10.) 2:0 Herda (11.) 3:0 Albrecht (60.)                                                                         | 3:1 Blochin (67.) | UdSSR |
| 30. Juni 1972 in Ostrava          | | |       |
| Ergebnis: 3:1 (2:0)               | | |       |
| Zuschauer: 15.000                 | | |       |
| Schiedsrichter: Gonella (Italien) | | |       |